# Disney Junior (Latinoamérica)
Disney Jr. es un canal de televisión por suscripción latinoamericano de origen estadounidense de índole preescolar. Es propiedad de The Walt Disney Company Latin America y es operado por Disney Media Networks Latin America. Su programación está basada en series animadas preescolares producidas por Disney Television Animation para el canal y otros programas de empresas terceras. Fue lanzado el 1 de abril de 2011 en reemplazo de Playhouse Disney.

## Historia
El 23 de diciembre de 2010, The Walt Disney Company Latin America anunció que Disney Junior reemplazaría a Playhouse Disney en 2011. La marca fue lanzada como canal el 1 de abril de ese mismo año reemplazando a Playhouse Disney y, al mismo tiempo, como bloque de programación en Disney Channel, también reemplazando a Playhouse Disney.Sin embargo, el 3 de diciembre de 2016, el bloque adicional se descontinuó en todas las señales de Disney Channel en Latinoamérica con la excepción de Brasil. Sin embargo, todas las series del mismo continúan en emisión como relleno en la programación de Disney Channel.
El 1 de abril de 2015, se lanza la señal Pacífico, que incluye a Chile, Perú, Ecuador y Bolivia.
A partir de 2016, el bloque vuelve a ser emitido por Disney Channel HD (en este entonces, un canal separado de Disney Channel) y después en la señal México del canal, con un espacio de una hora y media en las mañanas, y de una hora al mediodía.
El 2 de agosto de 2016, el canal cambia su relación de aspecto a 16:9 en todas sus señales en definición estándar y empieza a emitir la mayoría de su programación en pantalla panorámica.
El 8 de junio de 2017, la señal Pacífico pasa a retransmitir la programación de la señal Sur según el horario de Chile. Durante el horario de verano, transmite lo mismo, mientras que en invierno, retrasa su emisión por una hora.
El 14 de agosto de 2018, después del cierre de Disney Channel HD como canal independiente, se lanzó la señal Sur de Disney Junior en alta definición, siendo Cablevisión la primera en adquirirla. Poco después, se lanzaron variantes en alta definición de las señales Norte y Sur +1 del canal, dependiendo de la cableoperadora.
En el mes de marzo de 2020, el bloque de Disney Junior por Disney Channel fue nuevamente sacado del aire.
El 1 de mayo de 2021, la señal Sur +1 cesa sus transmisiones y es reemplazada por la señal Sur en Chile, Bolivia, Perú y Ecuador. Argentina continúa siendo la cabecera de la señal Sur y la programación sigue siendo emitida a base de su zona horaria, pero los horarios que se muestran en pantalla corresponden a los de Argentina y Chile.
El 1 de abril de 2022, la señal de Brasil cesa sus transmisiones junto con otros canales de Disney Media Networks Latin America, como Nat Geo Kids, Disney XD, Star Life, FXM y Nat Geo Wild.Ese mismo mes, el canal se convirtió en un bloque en Disney Channel en Brasil hasta su cierre definitivo en marzo de 2025.